# Francesca Farnese
Isabella Farnese nota come Venerabile Francesca Farnese (Parma, 6 gennaio 1593 – Roma, 17 ottobre 1651) è stata una monaca cristiana e badessa italiana.

## Biografia
Figlia del duca Mario I Farnese, del ramo farnesiano di Latera e di Camilla Meli Lupi dei marchesi di Soragna.
Venne educata alla stregua delle nobili di XVI secolo e imparò danza, musica e recitazione. A otto anni imparò le opere di Torquato Tasso e si innamorò della letteratura. Colpita e sfigurata dal vaiolo, si racchiuse in se stessa.
Nel 1602 entrò nel monastero delle Clarisse di San Lorenzo in Panisperna di Roma. Nel 1607 uscì temporaneamente dal convento e ritornò alla corte del padre, che lasciò a dicembre dello stesso anno per fare rientro definitivo nel convento e l'8 gennaio 1609 professò gli ultimi voti e prese il nome di suor Francesca. Nel 1618 il padre le costruì un convento, nel quale entrò come badessa assieme ad altre due sorelle (Virginia e Margherita) e alla zia Violante, ormai settantenne. Suor Francesca scrisse i nuovi statuti secondo l'Ordine di Santa Chiara.
Nel 1618 fondò il suo primo Monastero "S. Maria delle Grazie" a Farnese, e dopo aver fondato i monasteri di Albano, Palestrina (1639) e della Concezione a Roma, progettò la fondazione delle Clarisse Eremite di Fara Sabina, che non riuscì mai a realizzarlo perché morì, e fu costruito dal cardinale Barberini.
Morì a Roma nell'ottobre 1651 con fama di santità.

## Culto
Godendo fama di santità ancora vivente - tanto che diverse personalità quali il cardinale Francesco Angelo Rapaccioli andavano da lei per consigli -, la sua morte fu una grande manifestazione di venerazione.

## Ascendenza
|                                                |                                               |                                                         | Genitori                                               |  |  | Nonni |  |  | Bisnonni                             |  |  | Trisnonni                                     |  |
|                                                |                                               |                                                         |                                                        |  |  |       |  |  | Galeazzo I Farnese, I duca di Latera |  |  | Pier Bertoldo I Farnese, II signore di Latera |  |
|                                                |                                               |                                                         |                                                        |  |  |       |  |  | Galeazzo I Farnese, I duca di Latera |  |  | Pier Bertoldo I Farnese, II signore di Latera |  |
|                                                |                                               | Battistina dell'Anguillara                              |                                                        |  |  |       |  |  | Galeazzo I Farnese, I duca di Latera |  |  |                                               |  |
| Pier Bertoldo II Farnese, II duca di Latera    |                                               |                                                         |                                                        |  |  |       |  |  | Galeazzo I Farnese, I duca di Latera |  |  |                                               |  |
|                                                |                                               | Isabella dell'Anguillara                                | Giuliano dell'Anguillara, signore di Stabbia e Calcata |  |  |       |  |  |                                      |  |  |                                               |  |
|                                                |                                               | Isabella dell'Anguillara                                | Giuliano dell'Anguillara, signore di Stabbia e Calcata |  |  |       |  |  |                                      |  |  |                                               |  |
|                                                |                                               | Isabella dell'Anguillara                                | Gerolama Farnese                                       |  |  |       |  |  |                                      |  |  |                                               |  |
| Mario I Farnese, V duca di Latera              |                                               | Isabella dell'Anguillara                                |                                                        |  |  |       |  |  |                                      |  |  |                                               |  |
|                                                |                                               | Giannantonio Donato Acquaviva d'Aragona, IX duca d'Atri | Andrea Matteo III Acquaviva, VIII duca d'Atri          |  |  |       |  |  |                                      |  |  |                                               |  |
|                                                |                                               | Giannantonio Donato Acquaviva d'Aragona, IX duca d'Atri | Andrea Matteo III Acquaviva, VIII duca d'Atri          |  |  |       |  |  |                                      |  |  |                                               |  |
|                                                |                                               | Giannantonio Donato Acquaviva d'Aragona, IX duca d'Atri | Isabella Todeschini Piccolomini d'Aragona              |  |  |       |  |  |                                      |  |  |                                               |  |
| Giulia Acquaviva d'Aragona                     |                                               | Giannantonio Donato Acquaviva d'Aragona, IX duca d'Atri |                                                        |  |  |       |  |  |                                      |  |  |                                               |  |
|                                                |                                               | Isabella Spinelli                                       | Giovanni Battista Spinelli, I duca di Castrovillari    |  |  |       |  |  |                                      |  |  |                                               |  |
|                                                |                                               | Isabella Spinelli                                       | Giovanni Battista Spinelli, I duca di Castrovillari    |  |  |       |  |  |                                      |  |  |                                               |  |
|                                                |                                               | Isabella Spinelli                                       | Livia Caracciolo                                       |  |  |       |  |  |                                      |  |  |                                               |  |
| Francesca Farnese                              |                                               | Isabella Spinelli                                       |                                                        |  |  |       |  |  |                                      |  |  |                                               |  |
|                                                | Diofebo II Meli Lupi, III marchese di Soragna | Giampaolo I Meli Lupi, II marchese di Soragna           |                                                        |  |  |       |  |  |                                      |  |  |                                               |  |
|                                                | Diofebo II Meli Lupi, III marchese di Soragna | Giampaolo I Meli Lupi, II marchese di Soragna           |                                                        |  |  |       |  |  |                                      |  |  |                                               |  |
|                                                | Diofebo II Meli Lupi, III marchese di Soragna | Isabella Trivulzio                                      |                                                        |  |  |       |  |  |                                      |  |  |                                               |  |
| Giampaolo II Meli Lupi, IV marchese di Soragna | Diofebo II Meli Lupi, III marchese di Soragna |                                                         |                                                        |  |  |       |  |  |                                      |  |  |                                               |  |
|                                                |                                               | Cassandra Marinoni                                      | Gerolamo Marinoni                                      |  |  |       |  |  |                                      |  |  |                                               |  |
|                                                |                                               | Cassandra Marinoni                                      | Gerolamo Marinoni                                      |  |  |       |  |  |                                      |  |  |                                               |  |
|                                                |                                               | Cassandra Marinoni                                      | Ippolita Stampa                                        |  |  |       |  |  |                                      |  |  |                                               |  |
| Camilla Meli Lupi                              |                                               | Cassandra Marinoni                                      |                                                        |  |  |       |  |  |                                      |  |  |                                               |  |
|                                                |                                               | Girolamo Pallavicino, IV marchese di Cortemaggiore      | Gaspare Pallavicino, III marchese di Cortemaggiore     |  |  |       |  |  |                                      |  |  |                                               |  |
|                                                |                                               | Girolamo Pallavicino, IV marchese di Cortemaggiore      | Gaspare Pallavicino, III marchese di Cortemaggiore     |  |  |       |  |  |                                      |  |  |                                               |  |
|                                                |                                               | Girolamo Pallavicino, IV marchese di Cortemaggiore      | Lodovica Trivulzio                                     |  |  |       |  |  |                                      |  |  |                                               |  |
| Isabella Pallavicino                           |                                               | Girolamo Pallavicino, IV marchese di Cortemaggiore      |                                                        |  |  |       |  |  |                                      |  |  |                                               |  |
|                                                |                                               | Camilla Pallavicino                                     | Ottaviano Pallavicino, VI marchese di Busseto          |  |  |       |  |  |                                      |  |  |                                               |  |
|                                                |                                               | Camilla Pallavicino                                     | Ottaviano Pallavicino, VI marchese di Busseto          |  |  |       |  |  |                                      |  |  |                                               |  |
|                                                |                                               | Camilla Pallavicino                                     | Battistina Appiani                                     |  |  |       |  |  |                                      |  |  |                                               |  |
|                                                |                                               | Camilla Pallavicino                                     |                                                        |  |  |       |  |  |                                      |  |  |                                               |  |